# Issam Asinga
Issamade Asinga (né le 29 décembre 2004 à Atlanta, Géorgie) est un athlète surinamien, spécialiste des épreuves de sprint.

## Biographie
Né à Atlanta, Issam Asinga est le fils du coureur de demi-fond surinamien Tommy Asinga, médaillé panaméricain et athlète olympique en 1988, 1992 et 1996. Il est également le fils de la sprinteuse zambienne Ngozi Mwanamwambwa (en), qui représenta son pays aux Jeux olympiques de 1992 et 1996 sur 400 mètres. Issam Asinga grandit en Zambie avant de revenir aux États-Unis en s'installant dans le Missouri, puis en Floride,.

### Record du monde junior du 100 m puis suspension pour dopage (2023)
A la rentrée 2023, il rejoint l'Université A&M du Texas.
En avril 2023, dans des conditions néanmoins trop venteuses, Issam Asinga devient le premier lycéen à réussir à descendre deux fois sous la barre des 10 secondes sur l'épreuve du 100 mètres (9 s 86 et 9 s 83). A cette occasion, il bat notamment le champion du monde du 200 m Noah Lyles, auteur de 9 s 92.
Le 28 juillet 2023, à l'occasion des championnats d'Amérique du Sud, il remporte le titre continental et s'empare du record du monde junior du 100 m de Letsile Tebogo en courant en 9 s 89. Cette performance est également synonyme de nouveau record d'Amérique du Sud, de record des championnats, de record du Suriname, et de record personnel. Deux jours plus tard, il réalise le doublé en s'emparant de l'or sur 200 m en 20 s 19, record des championnats, devant le Panaméen Alonso Edward.
Le 11 août, Asinga est provisoirement suspendu par l'Unité d'intégrité de l'athlétisme (AIU) pour l'utilisation de GW1516, un médicament expérimental interdit, qui permet d'améliorer l'endurance mais présente aussi des dangers pour la santé. Il demande l'analyse de l'échantillon B, afin d'avoir une réponse avant les championnats du monde de Budapest, dont le premier tour du 100 m débute le 19 août. Deux jours avant les séries, le 17, il est rapporté que l'échantillon B est également positif, confirmant ainsi sa suspension provisoire et l'empêchant de participer aux mondiaux.
Le 27 mai 2024 l'Unité d'Intégrité de l'Athlétisme confirme sa suspension pour dopage et le condamne à quatre ans de suspension et un retrait de ses titres et records obtenu en junior.

## Palmarès
| Date | Compétition                    | Lieu      | Place | Épreuve | Temps   |
| ---- | ------------------------------ | --------- | ----- | ------- | ------- |
| 2023 | Championnats d'Amérique du Sud | São Paulo | 1er   | 100 m   | 9 s 89  |
| 2023 | Championnats d'Amérique du Sud | São Paulo | 1er   | 200 m   | 20 s 19 |

## Records
| Épreuves | Épreuves  | Temps               | Lieu      | Date            |
| -------- | --------- | ------------------- | --------- | --------------- |
| 60 m     | En salle  | 6 s 57 (NR)         | Boston    | 11 mars 2023    |
| 100 m    | Plein air | 9 s 89              | Sao Paulo | 28 juillet 2023 |
| 200 m    | Plein air | 19 s 97 (NR, AU20R) | Lubbock   | 29 mars 2023    |
| 200 m    | En salle  | 20 s 48             | Boston    | 12 mars 2023    |

Tous ses record ont été invalidités à la suite de sa sanction pour dopage.